# Laura Clarke
Laura Mary Clarke (3 giugno 1978) è una diplomatica e politica britannica, dall'estate 2022 CEO di ClientEarth, un'organizzazione globale non-profit di diritto ambientale. Come diplomatica del Regno Unito, ha ricoperto dal gennaio 2018 al luglio 2022 il ruolo di Alto Commissario britannico in Nuova Zelanda e Governatore di Pitcairn.

## Biografia
Laura Clarke si è laureata all'Università di Cambridge e alla London School of Economics.

## Carriera
Ha lavorato presso il Ministero della Giustizia, il Parlamento britannico e la Commissione europea, poi ha svolto l'incarico di consulente politico a Pretoria, in Sudafrica, quindi è stata nominata coordinatrice del governo britannico per l'India e capo del dipartimento dell'Asia meridionale presso l'ufficio degli affari esteri e del Commonwealth. Svolgendo questi incarichi, è stata classificata come una delle persone più influenti nelle relazioni tra Regno Unito e India.

### Commissario per la Nuova Zelanda
Clarke ha assunto il ruolo di Alto Commissario per la Nuova Zelanda e Governatore delle Isole Pitcairn nel gennaio 2018. Nel novembre 2018 l'Alta Commissione britannica ha assunto il suo primo consigliere Maori e anche un insegnante di lingue per Clarke, poiché la lingua indigena della Nuova Zelanda viene generalmente utilizzata insieme all'inglese.
Nel luglio 2020 Clarke ha avviato negoziati per l'accordo di libero scambio tra Regno Unito e Nuova Zelanda insieme alla premier Jacinda Ardern e al ministro del commercio neozelandese David Parker.
Clarke ha anche ospitato il podcast dell'Alta Commissione britannica, "Tea with the High Commission", con ospiti tra cui Jacinda Ardern,  l'attore Sam Neill  e il comico Eddie Izzard.

### ClientEarth
Dall'estate 2022 Clarke è l'amministratore delegato di ClientEarth, subentrando al CEO e fondatore James Thornton.

## Vita privata
Laura Clarke è sposata con Toby Fischer, un neozelandese. La coppia ha tre figli.